# Râu Bărbat
Râu Bărbat – wieś w Rumunii, w okręgu Hunedoara, w gminie Pui. W 2011 roku liczyła 180 mieszkańców.